# کلاوس فون اشتاوفنبرگ
کلاوس فیلیپ ماریا شِنک گْراف فون اشتاوفنبرگ (به آلمانی: Claus Philipp Maria Schenk Graf von Stauffenberg) (۱۵ نوامبر ۱۹۰۷ – ۲۱ ژوئیه ۱۹۴۴)، نظامی آلمان بود که بیشتر به خاطر تلاش نافرجامش در ۲۰ ژوئیه ۱۹۴۴ برای ترور آدولف هیتلر پیشوای‌آلمان در ولفس‌شانتسه شناخته می‌شود.
اشتاوفنبرگ از انتصاب آدولف هیتلر به عنوان صدراعظم در سال ۱۹۳۳ استقبال کرد و از آرمان های ناسیونالیستی و تجدیدنظرطلبانه ناسیونال سوسیالیسم حمایت کرد. با این حال، او از پیوستن به حزب ناسیونال سوسیالیست کارگران آلمان خودداری کرد. با طولانی شدن جنگ جهانی دوم، او به ماهیت جنایتکارانه دیکتاتوری ناسیونال سوسیالیستی پی برد. با توجه به وضعیت ناامید کننده نظامی پس از شکست آلمان در استالینگراد، او تصمیم گرفت در مقاومت فعالانه شرکت کند. اشتاوفنبرگ در کنار هنینگ فون ترسکو به یکی از شخصیت های مرکزی مقاومت نظامی در ورماخت تبدیل شد. به عنوان رئیس ستاد فرماندهی ارتش ذخیره، او در ۲۰ ژوئیه ۱۹۴۴ اقدام به ترور آدولف هیتلر کرد و به طور قاطع در عملیات والکری، شرکت داشت. پس از شکست عملیات، اشتاوفنبرگ به همراه معتمدانش آلبرشت مرتس فون کویرنهایم، فردریش اولبریخت و ورنر فون هفتن در شب ۲۱ ژوئیه ۱۹۴۴ درحیاط بندلربلوک در مرکز برلین تیرباران شدند.

## طرح سو قصد به هیتلر
فون اشتاوفنبرگ، مجری مهم‌ترین سوءقصدی بود که در جریان دوران قدرت هیتلر علیه وی صورت گرفت. این سوءقصد نافرجام در ۲۰ ژوئیه سال ۱۹۴۴ زیر نام عملیات والکری صورت گرفت. کلاوس فون اشتاوفنبرگ و طراحان سوءقصد قصد داشتند با از میان بردن هیتلر، رژیم نازی را سرنگون کرده و یک حکومت میانه‌رو را بر سر کار بیاورند. آن‌ها تصمیم داشتند با کشورهای آمریکا و بریتانیا صلح کرده ولی به جنگ با اتحاد جماهیر شوروی ادامه دهند.

## بمب‌گذاری در نشست هیتلر
کلاوس فون فون اشتاوفنبرگ در روز سوءقصد، کیف حاوی بمب را در نزدیکی هیتلر و در زیر میزی می‌گذارد که در اطراف آن هیتلر و ژنرال‌هایش نقشه‌ها را بررسی می‌کردند. او سپس به بهانه یک تماس تلفنی خارج شده و به سرعت رهسپار برلین شد تا پس از کشتن هیتلر، ارتش را به خیزش دعوت کند. اما پای یکی از افسران به کیف برخورد می‌کند و او کیف را برداشته و آن را در فاصله دورتری قرار می‌دهد. هنگام ظهر که انفجار رخ می‌دهد، میز کنفرانس مانند یک حفاظ مانع از کشته شدن هیتلر شده و او فقط جراحتی سطحی می‌بیند، اما تا پایان عمر دچار لرزش دست و پا می‌شود.
عاملان سوءقصد که از سرنوشت هیتلر آگاه نبودند در به دست گرفتن قدرت تردید به خرج می‌دهند.

## اعدام
بعد از شکست کودتا، سرهنگ اشتاوفنبرگ به همراه همدستانش در شب ۲۰ ژوئیه در محل وزارت دفاع آلمان بازداشت شد. وی پس از یک محاکمه کوتاه، به دستور ارتشبد فریدریش فروم، فرمانده ارتش جایگزینی به همراه سه نفر دیگر به مرگ محکوم و در حیاط وزارت دفاع تیرباران شد.

## در سینما
فیلم والکیری (به انگلیسی: Valkyrie) محصول سال ۲۰۰۸ به کارگردانی برایان سینگر و بازی تام کروز در نقش سرهنگ اشتاوفنبرگ، موضوع کودتای نافرجام ۲۰ ژوئیه را به تصویر می‌کشد.